# Louis-Guillaume de Vilevault
Louis-Guillaume de Vilevault, né le 8 février 1716 à Paris où il est mort le 17 mai 1786, est un magistrat et intendant français.

## Biographie
Conseiller à la Cour des aides, le 7 mars 1741, Vilevault est passé maitre des requêtes, le 24 mai 1759, et président au Grand Conseil le 18 décembre 1759, renouvelé les années suivantes.
De 1759 à 1767, il a été chargé, de différentes affaires concernant le département de la Marine, d’abord en qualité de commissaire du Roi près la Compagnie des Indes, puis en celle de commissaire pour la liquidation de la dette du Canada.
Au retour d’une mission dont il avait été chargé en Angleterre pour traiter de ce dernier objet, tant avec les ministres qu’avec les négociants anglais, au lieu du nommer à une intendance de province, comme il y aurait eu droit, une place d’intendant du Commerce maritime, a été créée en sa faveur, pour utiliser ses connaissances spéciales.
Un arrêt du Conseil du 16 novembre 1767 lui a donné entrée, séance et voix délibérative an Bureau du commerce pour y rapporter, concurremment avec les autres intendants du Commerce et maitres des requêtes, les affaires qui lui auraient été renvoyées par le Secrétaire d’État ayant le département de la marine ou par le Contrôleur général:11. En fait, il ne dépendait que du Ministre de la marine.
Un brevet de la main du Roi, en date du 24 aout 1776, l’ayant confirmé dans ses fonctions d’intendant du Commerce extérieur et maritime, un arrêt du Conseil, en date du 21 septembre de la même année, disposait qu’il continuerait à avoir accès, séance et voix délibérative au Bureau du commerce, tant en vertu de l’arrêt de 1767 que du brevet de 1776.
En 1783, il s’est démis de son office d’intendant du Commerce extérieur, en faveur d’Arnaud de La Porte, en retenant 3 000 livres sur les 6 000 que produisait cet office, sur le désir exprimé par le secrétaire d'État à la Marine, maréchal de Castries, d’avoir quelqu’un uniquement attaché à son département pour remplir les fonctions d’intendant du Commerce extérieur et maritime, mais un arrêt du 29 décembre l’a maintenu au Bureau du commerce, avec le titre d’intendant honoraire, séance et voix délibérative. De la fin de 1781 au 4 janvier 1784, il a été Intendant au département des Fermes générales,:11.
Parallèlement à ses fonctions administratives, il a succédé à Secousse dans la publication des Ordonnances des Rois de France de la troisième race, recueillies par ordre chronologique, avec des renvois des unes aux autres, des sommaires, des observations sur le texte et cinq tables, dont il a publié les volumes ix à xii, et dont il a dressé la Table générale et chronologique des 9 volumes. Il était cousin des Joly de Fleury.

## Publications
- Ordonnances des Rois de France de la troisième race : recueillies par ordre chronologique, avec des renvois des unes aux autres, des sommaires, des observations sur le texte et cinq tables, t. 10, avec Eusèbe de Laurière, Denis-François Secousse, Louis-Georges de Bréquigny et Emmanuel de Pastoret, Paris, 1763, viii-370 (lire en ligne)
- « Éloge de M. Secousse », dans Jean-Pierre de Bougainville, Éloges des Académiciens de l'Académie des Belles-Lettres, morts depuis l'année mdccxlix jusques et compris mdccliv : Éloge de Otter, Égly, Fréret, du card. de Rohan, Turgot, l’abbé Geynoz, Boze, l’abbé Fénel, Secousse, Paris, Imprimerie royale, 1759, 144 p. (OCLC 166064193, lire en ligne), p. 131-44.